# Mallophora cruralis
Mallophora cruralis är en tvåvingeart som beskrevs av Camillo Rondani 1863. Mallophora cruralis ingår i släktet Mallophora, och familjen rovflugor. Inga underarter finns listade i Catalogue of Life.